# Famille Charles-Roux
Pour les articles homonymes, voir Roux.
La famille Charles-Roux est une famille française de la bourgeoisie marseillaise, originaire de Digne-les-Bains (Alpes-de-Haute-Provence).

## Histoire
Les Roux, devenu légalement « Charles-Roux » en 1910 par décret, se sont fait un nom à Marseille grâce à l'industrie savonnière. Fils de Jean-Charles Roux, marchand saleur originaire de Digne-les-Bains, Jules Jean-Baptiste Charles Roux (1806-1870) est le premier de cette lignée qui s’oriente vers la fabrication du savon de Marseille.

## Filiation
- Jules Jean-Baptiste Charles Roux (1806-1870), fabricant de savons à Marseille. En 1832, il épouse Marie Anne Louise Antoinette Arnavon (1814-1844).
  - Jules Charles-Roux (1841-1918), homme d'affaires et homme politique. En 1870, il épouse Marie Edmonde Claire Canaple (1849[2]-1988). De ce mariage, naissent trois enfants :
    - Marie-Louise Charles-Roux (1871-1912). En 1894, elle épouse Jacques du Tillet.
    - Charles Wulfran Marie Louis Charles-Roux (1875-1918), lieutenant-colonel, mort pour la France. En 1907, il épouse  Madeleine Yvaren.
      - Claire Charles-Roux (en) (1908-1992), résistante, mariée à Antoine de Forbin
      - Jules Henri François Charles-Roux (de) (1909-1999)[3], diplomate.

    - François Charles-Roux (1879-1961), diplomate, homme d'affaires et historien. En 1914, il épouse Sabine Gounelle. De ce mariage, naissent trois enfants :
      - Jean-Marie Charles-Roux (1914-2014), prêtre catholique, diplomate et historien.
      - Cyprienne Charles-Roux (1917-2010). Elle épouse le prince Marcello del Drago.
      - Marie Charlotte Elisabeth Paule Edmonde[4] Charles-Roux dite Edmonde Charles-Roux (1920-2016), femme de lettres. En 1973, elle épouse Gaston Defferre, député-maire de Marseille.

## Galerie

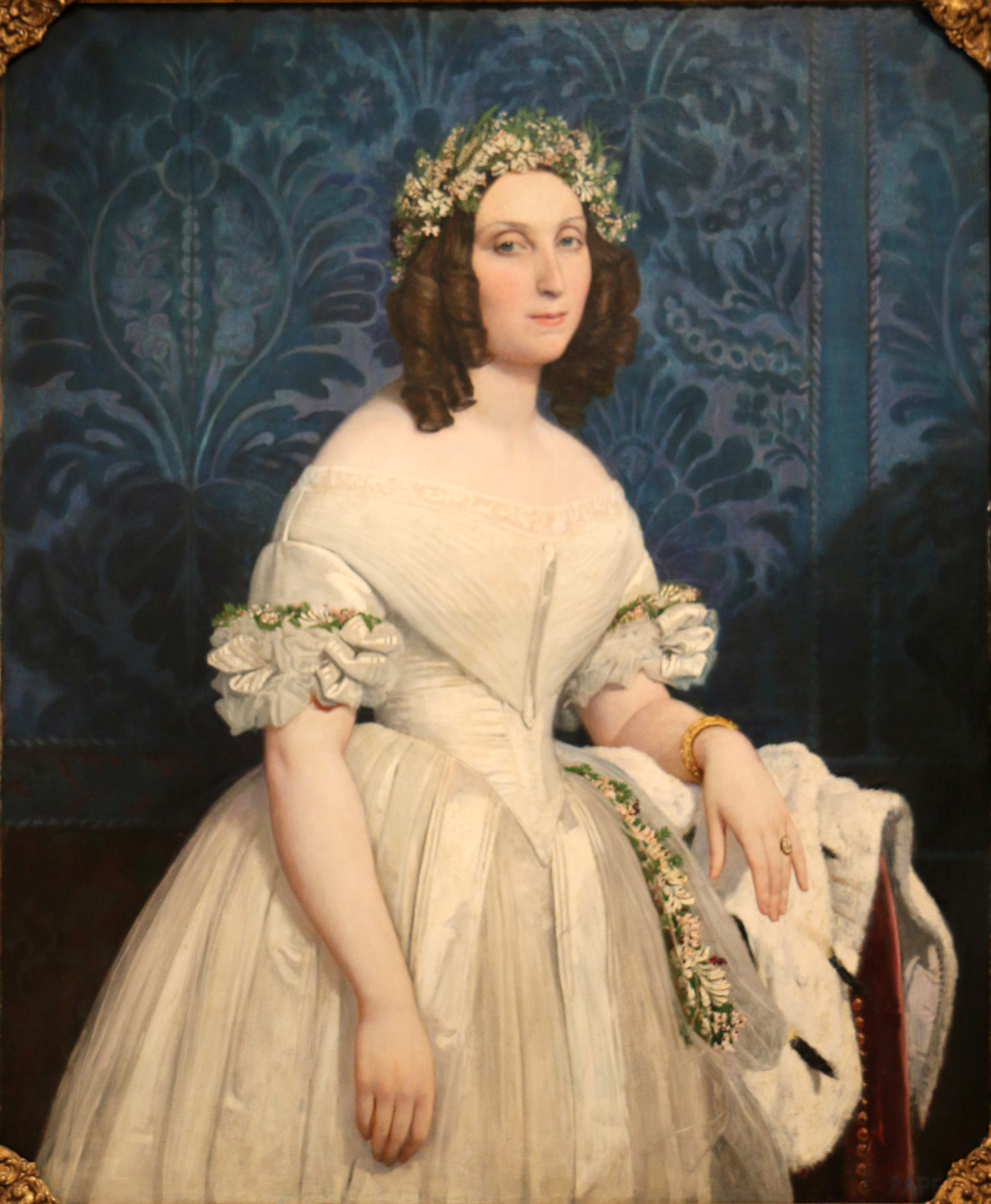
Portrait de Marie Louise Charles-Roux (1814-1844) née Arnavon, par Dominique Papety.
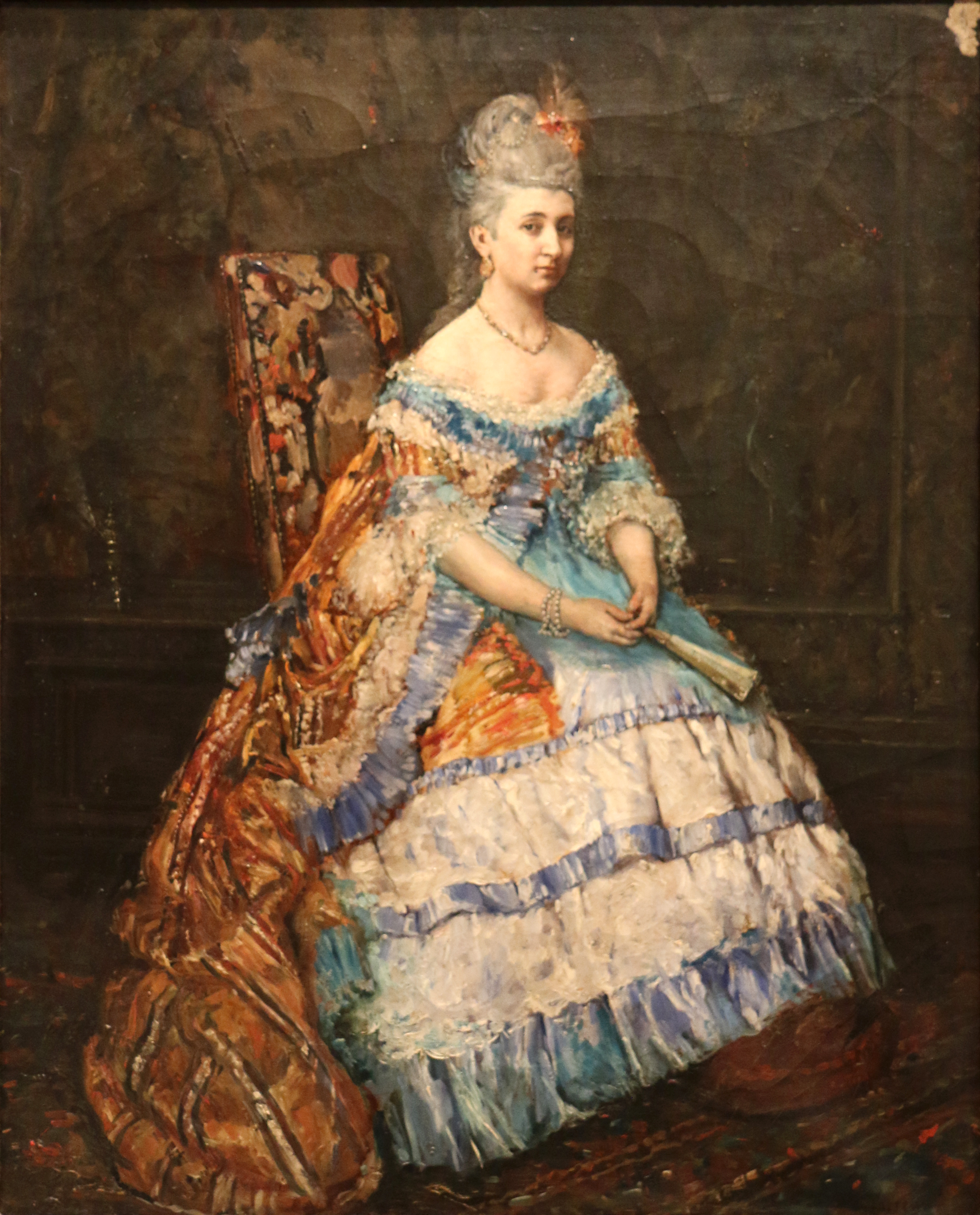
Portrait de Claire Charles-Roux (1849-1888) née Canaple, par Stanislas Torrents.
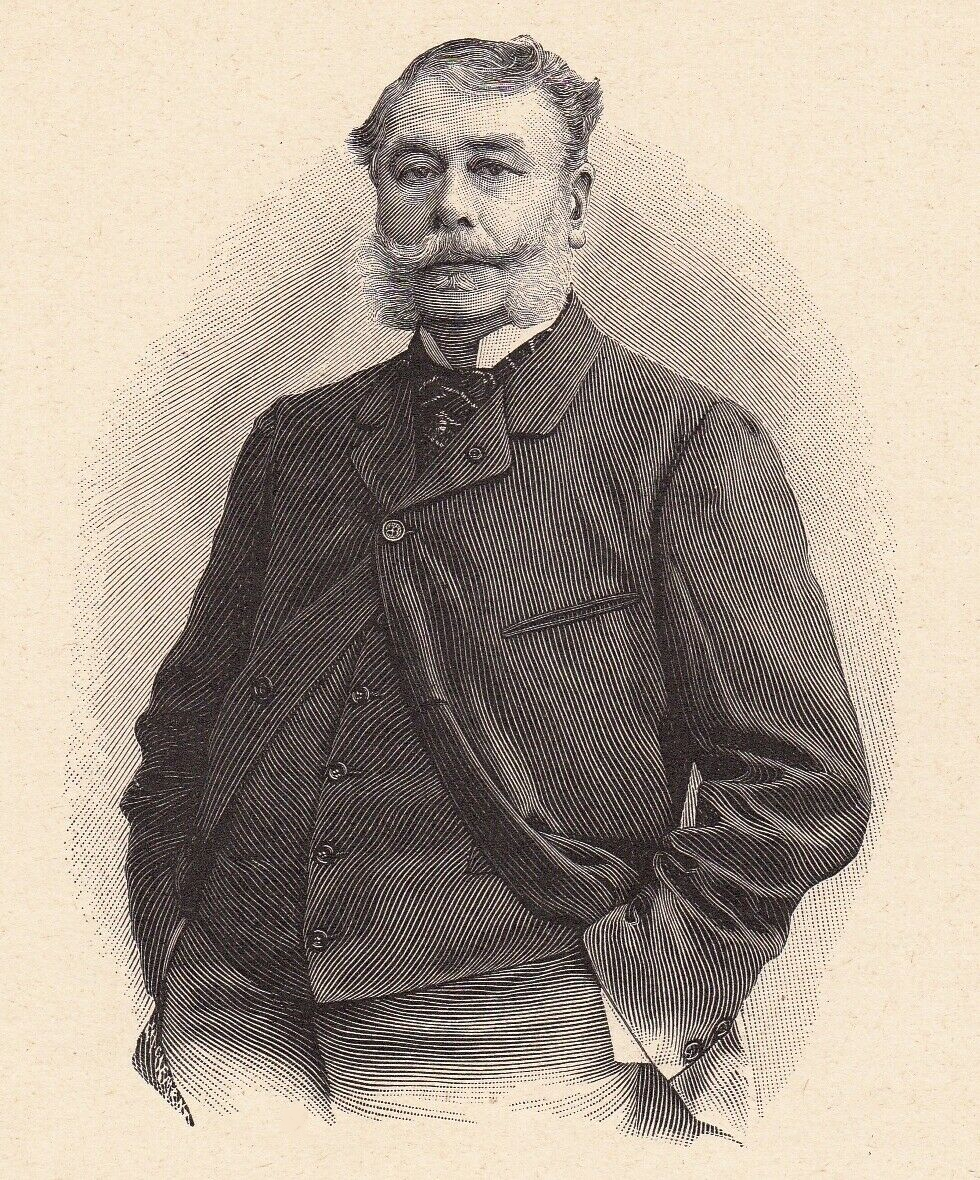
Jules Charles-Roux (1841-1918).
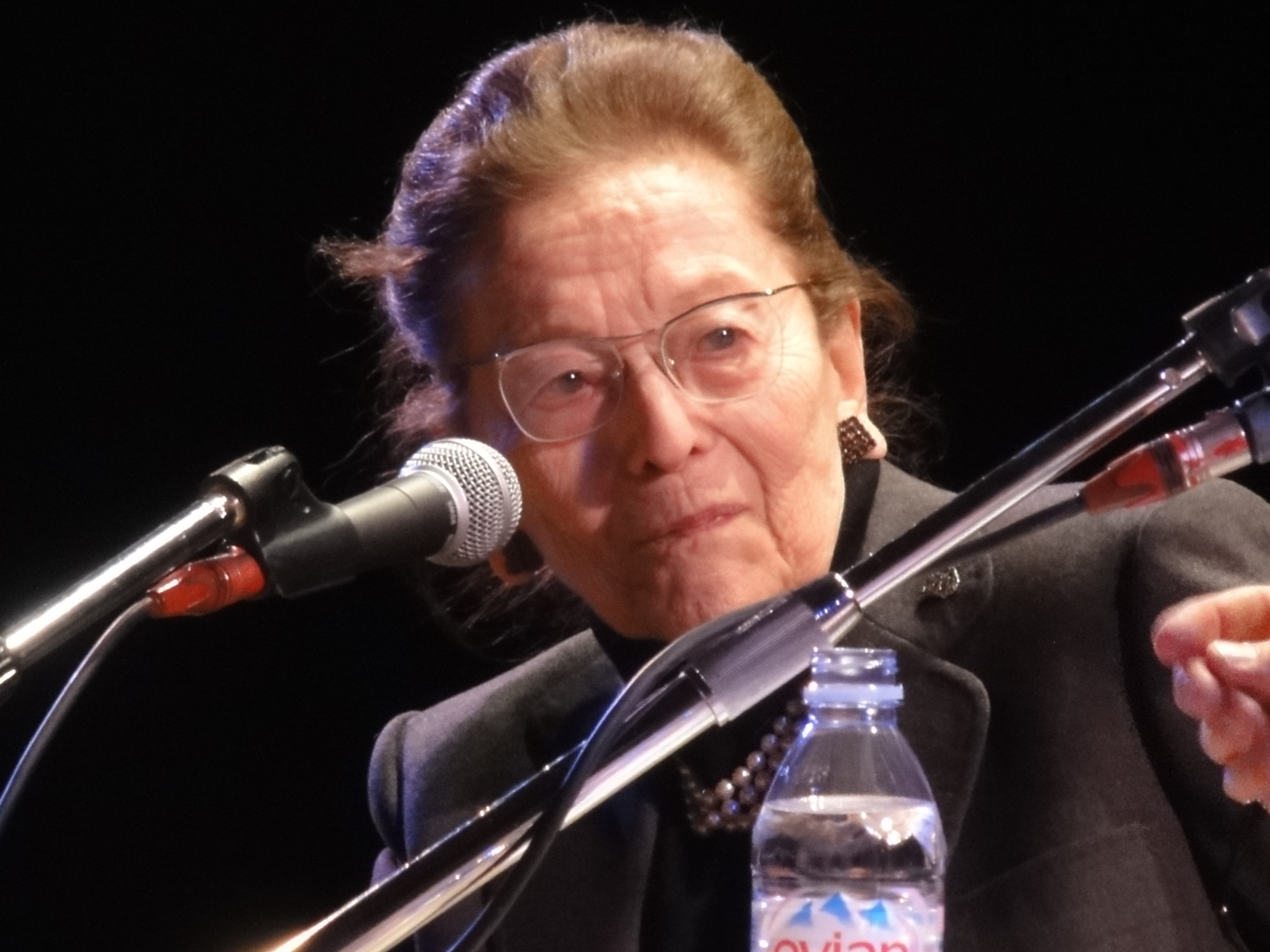
Edmonde Charles-Roux, présidente de l'Académie Goncourt.